# 헨리 우드

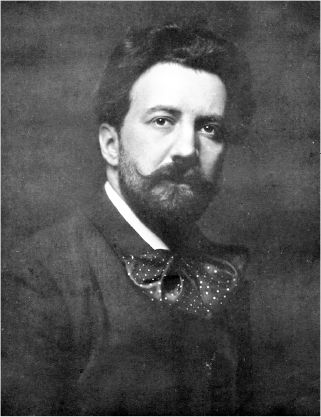
1906년 경 초상화

헨리 우드(Henry Wood, 본명: 헨리 조셉 우드 경, Sir Henry Joseph Wood CH, 1869년 3월 3일 – 1944년 8월 19일)은 프롬스(Proms)로 알려진 런던의 연례 프롬나드 콘서트 시리즈와의 연관성으로 가장 잘 알려진 영국 지휘자였다. 그는 거의 반세기 동안 이 공연을 지휘하면서 수백 편의 새로운 작품을 영국 청중에게 소개했다. 그의 죽음 이후 콘서트는 공식적으로 그를 기리기 위해 "헨리우드 프롬나드 콘서트"(Henry Wood Promenade Concerts)로 이름이 변경되었지만 일반적으로 계속해서 "더 프롬스"(The Proms)라고 불렸다.
그의 음악적 재능을 격려해준 부모 밑에서 평범한 환경에서 태어난 우드는 오르간 연주자로 경력을 시작했다. 왕립 음악 아카데미에서 공부하는 동안 그는 성악 교사인 마누엘 가르시아(Manuel García)의 영향을 받아 그의 반주자가 되었다. 아서 설리번과 다른 사람들의 작품에 대해 오페라단에서 비슷한 작업을 한 후 우드는 소규모 오페라 순회 회사의 지휘자가 되었다. 그는 곧 더 큰 규모의 카를 로사 오페라 컴퍼니(Carl Rosa Opera Company)와 계약했다. 그의 오페라 경력 중 주목할만한 사건 중 하나는 1892년 차이코프스키의 유진 오네긴의 영국 초연을 지휘한 것이다.
1890년대 중반부터 죽을 때까지 우드는 콘서트 지휘에 집중했다. 그는 임프레사리오 로버트 뉴먼(Robert Newman)과 약혼하여 퀸스 홀(Queen's Hall)에서 일련의 산책로 콘서트를 지휘하여 클래식 음악과 대중 음악을 저렴한 가격에 제공했다. 이 시리즈는 성공적이었고 우드는 1944년 사망할 때까지 연례 프롬나드 시리즈를 진행했다. 1920년대까지 Wood는 레퍼토리를 완전히 클래식 음악으로 이끌었다. 1941년 폭격으로 퀸스 홀이 파괴되자 프롬스 부부는 로열 앨버트 홀로 이전했다.
우드는 영국에서 음악을 봉사하는 것이 자신의 의무라고 믿고 뉴욕 필하모닉과 보스턴 교향악단 오케스트라의 수석 지휘자를 거부했다. 프롬스 외에도 그는 전국에서 콘서트와 축제를 개최했으며 왕립 음악원에서 학생 오케스트라를 교육했다. 그는 오랜 경력 동안 영국의 음악 생활에 막대한 영향을 미쳤다. 그와 뉴먼은 클래식 음악에 대한 접근성을 크게 향상시켰으며 우드는 오케스트라 연주의 수준을 높이고 대중의 취향을 육성하여 4세기에 걸쳐 광범위한 음악 레퍼토리를 선보였다.